# Steven Tarasuk
Steven Tarasuk (ur. 1 listopada 1989 w Thornhill, Ontario) – kanadyjski hokeista pochodzenia polskiego.

## Kariera
- Toronto Marlboros Bantam AAA (2003-2004)
- Toronto Marlboros Minor Midget AAA (2004-2005)
- Milton Icehawks (2005)
- Markham Waxers (2005-2006)
- Kitchener Rangers (2006-2008)
- London Knights (2008-2010)
- Utah Grizzlies (2010)
- Bridgeport Sound Tigers (2010)
- Kalamazoo Wings (2010-2011)
- Ontario Reign (2011-2012)
- Idaho Steelheads (2012)
- Lausitzer Füchse (2012-2013)
- San Francisco Bulls (2013-2014)
- Ontario Reign (2014)
- Allen Americans (2014)
- SV Kaltern (2014)
- Missouri Mavericks (2014)
- Brampton Beast (2014-2015)
- Allen Americans (2015)
- STS Sanok (2015-2016)
- Norfolk Admirals (2016)
- Alaska Aces (2016-2017)
- GKS Katowice (2017)
- Saale Bulls Halle (2017-2018)
- Rapid City Rush (2018)
- Hamilton Steelhawks (2018-)

Od 2006 do 2010 przez trzy sezony grał w kanadyjskiej lidze juniorskiej OHL w ramach rozgrywek CHL – w barwach dwóch zespołów. W kolejnych latach występował w amerykańskich ligach ECHL oraz epizodycznie w ECHL i CHL. W sezonie 2012/2013 po raz pierwszy grał w Europie reprezentując barwy niemieckiej drużyny Lausitzer Füchse w ostatnim historycznie sezonie 2. Bundesligi. Po raz drugi w Europie przebywał od sierpnia do października 2014 będąc zawodnikiem SV Kaltern we włoskiej lidze Serie A. Od grudnia 2015 zawodnik klubu STS Sanok w rozgrywkach Polskiej Hokej Ligi (wraz z nim zawodnikiem klubu został jego rodak Bryan Cameron, grający z nim wcześniej w kilku innych drużynach). Od września 2016 zawodnik Norfolk Admirals. W październiku 2016 przetransferowany do Alaska Aces. Od czerwca do początku sierpnia 2017 zawodnik Tauron GKS Katowice. Od sierpnia 2017 zawodnik niemieckiego klubu Saale Bulls Halle. Od września do listopada 2018 był zawodnikiem Rapid City Rush w ECHL. Później przeszedł do Hamilton Steelhawks w rozgrywkach Allan Cup Hockey (ACH).

## Sukcesy
Klubowe
- Holody Trophy: 2009, 2010 z London Knights
- Finał Konferencji Zachodniej OHL: 2009 z London Knights
- Ray Miron President’s Cup - mistrzostwo CHL: 2014 z Allen Americans

Indywidualne
- Sezon ECHL 2010/2011:
  - Skład gwiazd ligi